# 보스토크호 (열차)
보스토크호(러시아어: Восток)는 주당 1편 베이징 시 둥청 구 베이징 역에서 러시아 모스크바 야로슬랍스키 역까지 운행되는 중화인민공화국 횡단 철도이다. 러시아 철도에 의해 운행되며, 기관차는 중국철도총공사가 제공한다. 1953년에 중화인민공화국과 소비에트 연방 공화국간 중소 철도 대표 회의에서 의정서가 채택한 후 1954년 1월부터 운행에 들어갔다.
소요시간은 모스크바 방면 기준으로 6박 7일, 베이징 방면 기준으로 7박 8일이며, 2개의 국가를 지난다. 세계에서 가장 긴 국제선 장거리 열차로 열차 번호 표기 시 중화인민공화국의 경우 K19/20 열차로 표시한 반면 몽골과 러시아의 경우 019/020로 표시한다.

## 사진

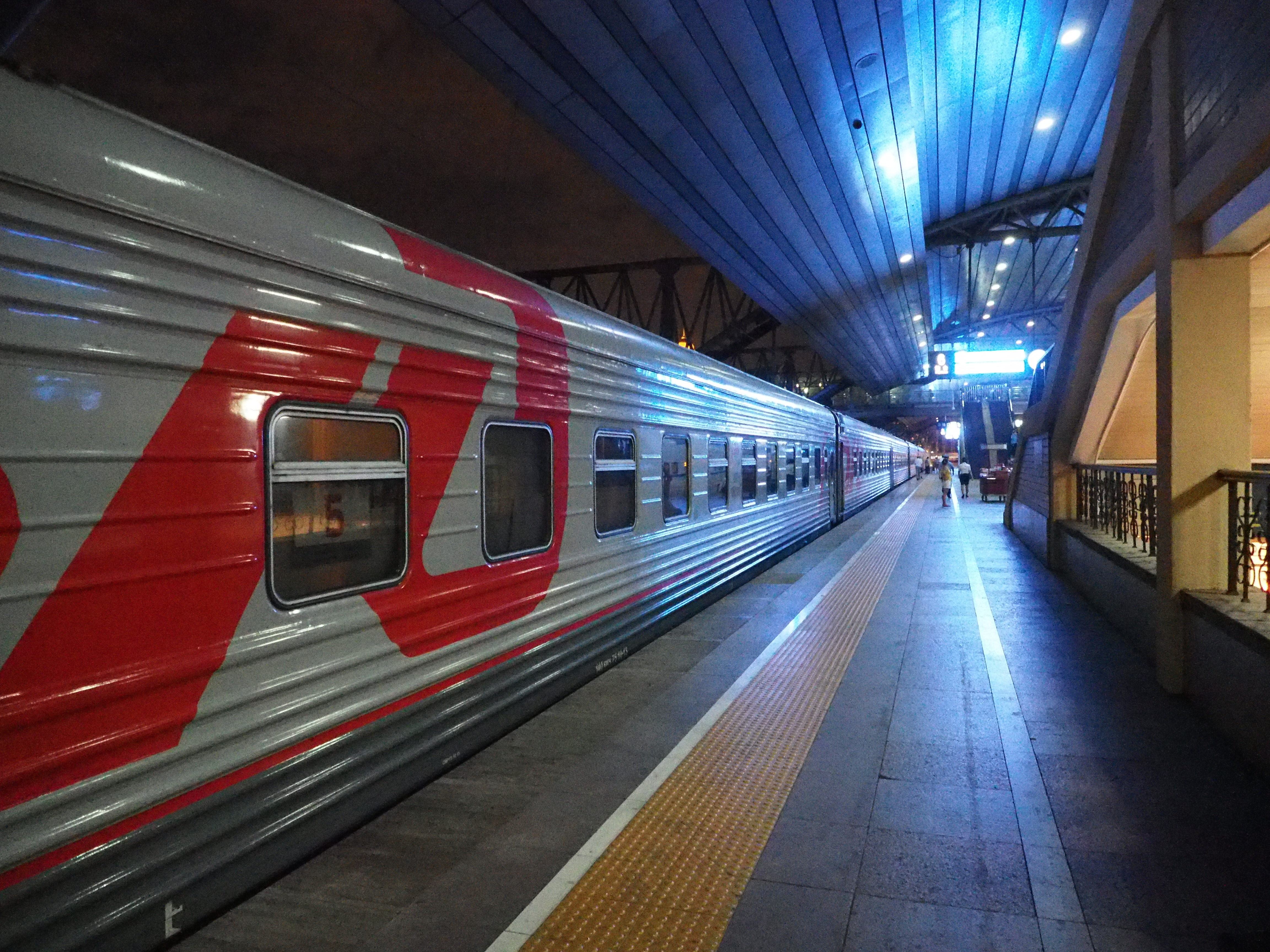
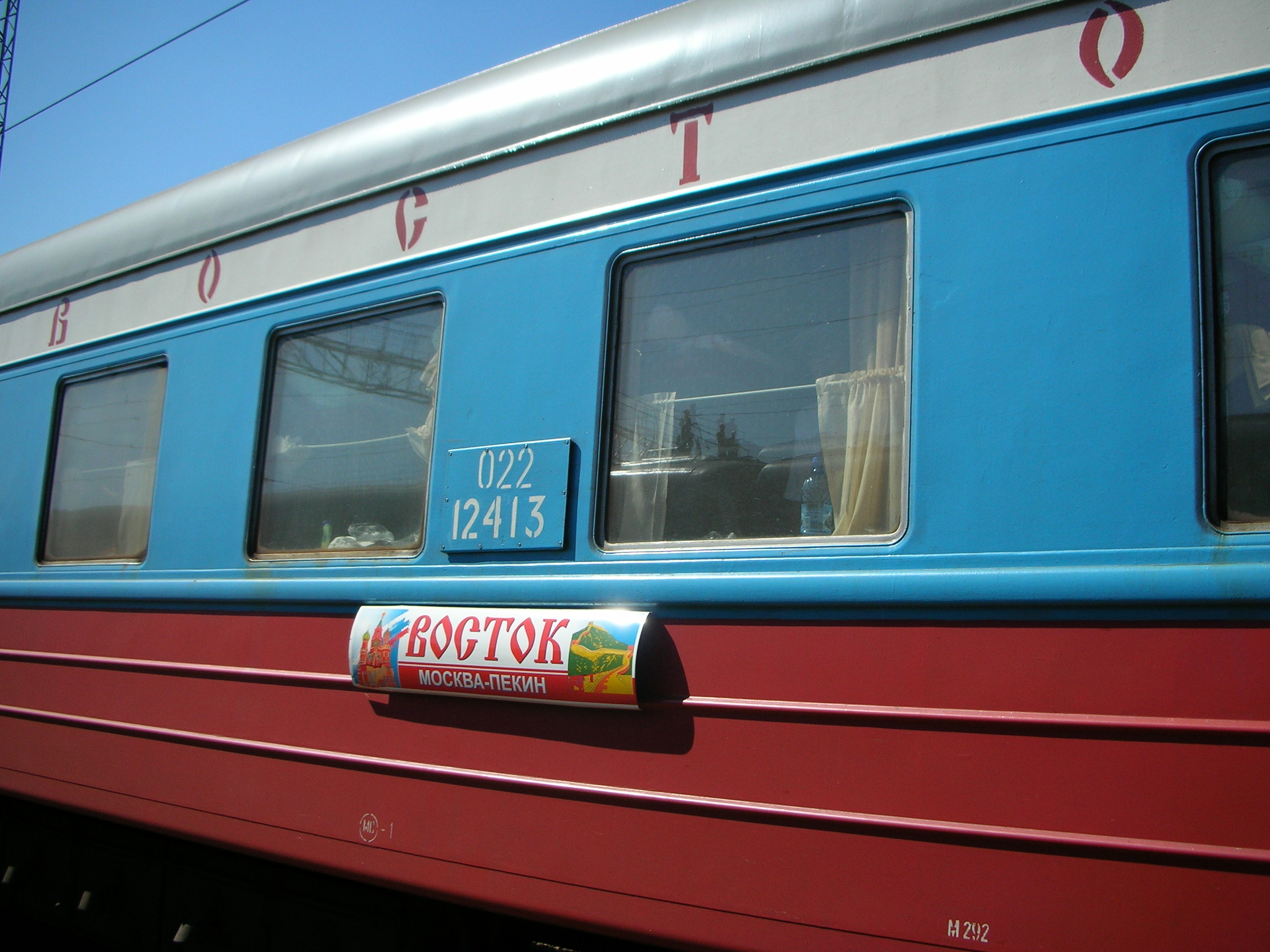
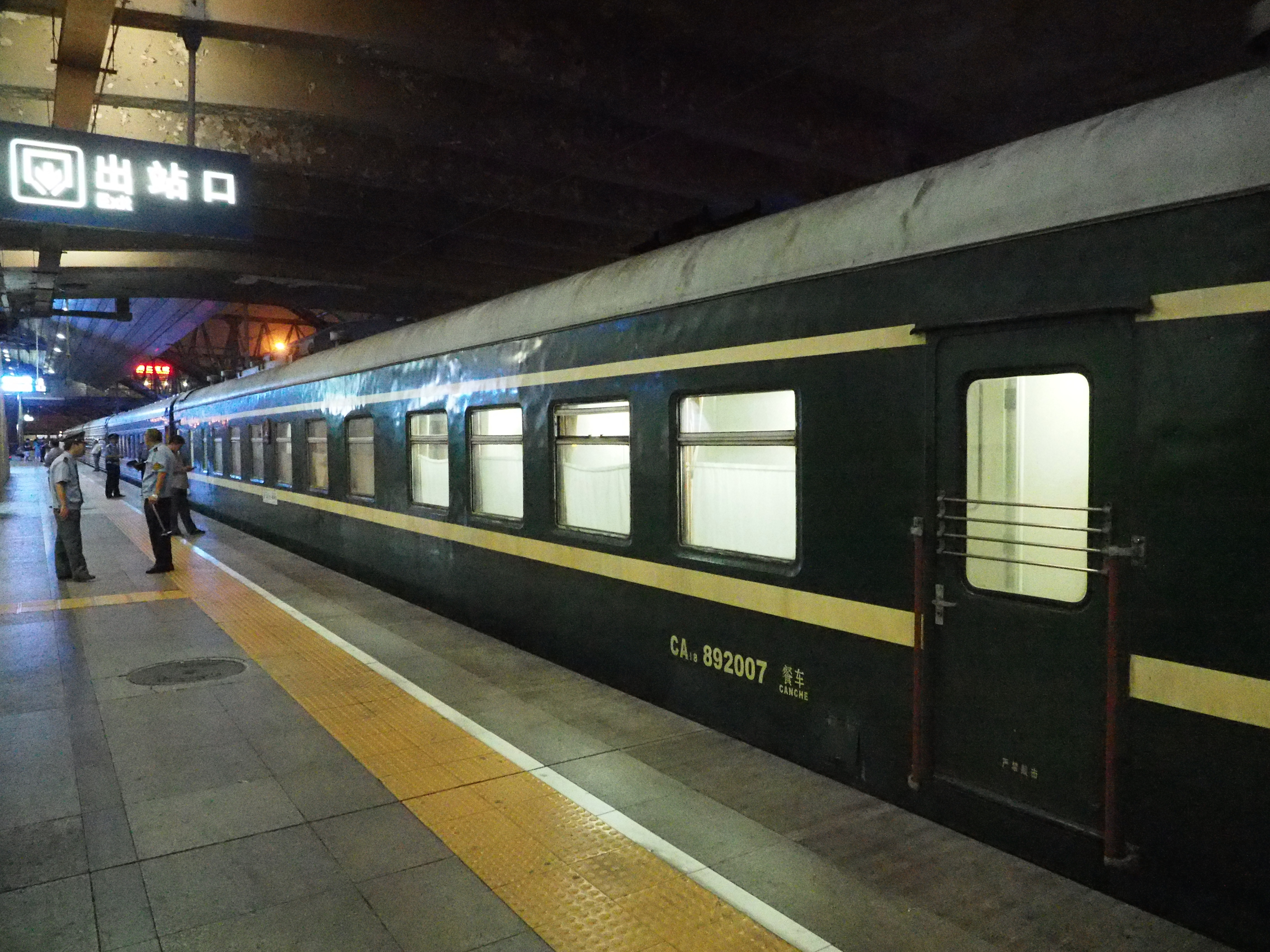
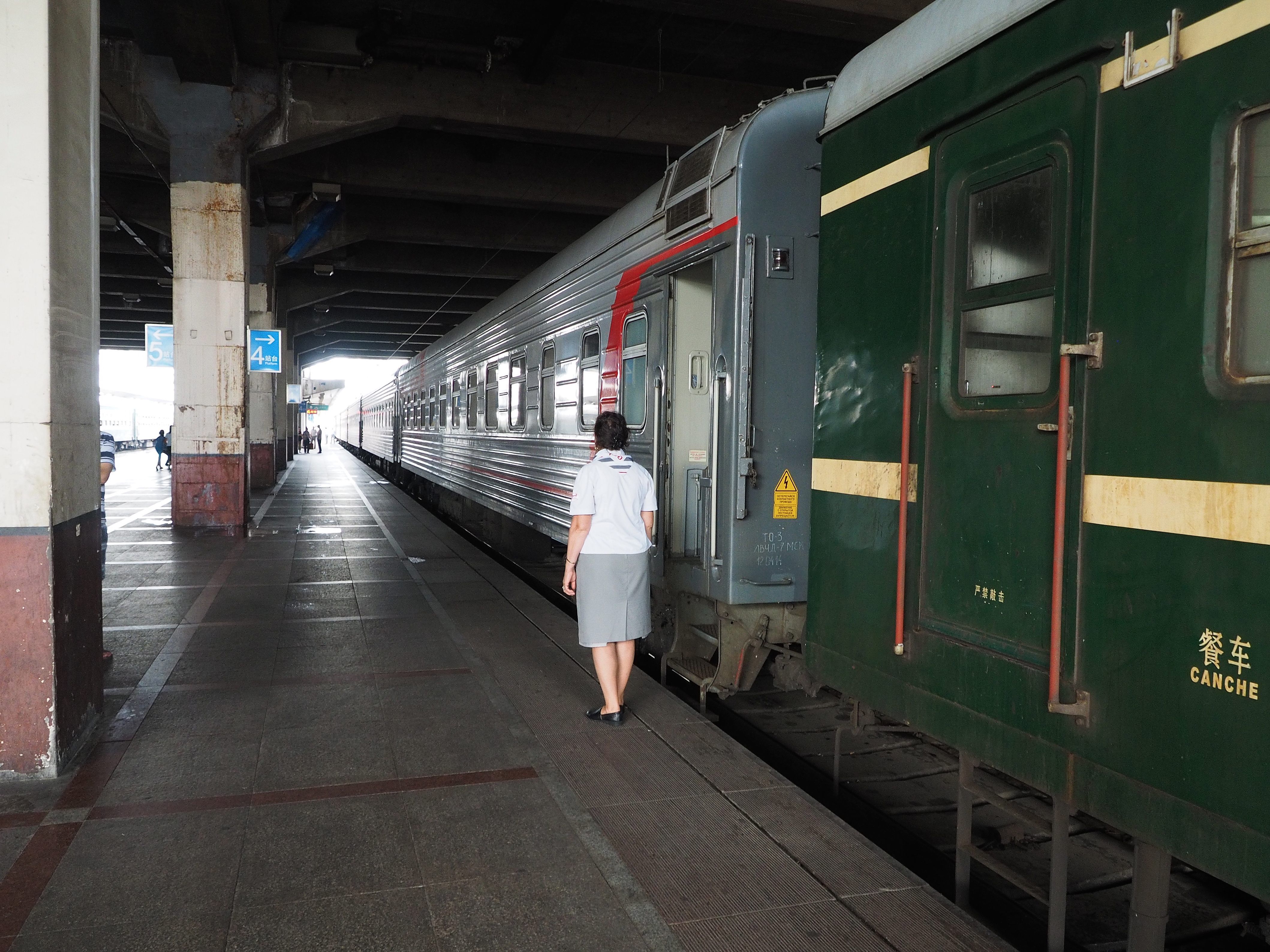

## 같이 보기
- K3/4 열차